# SHAPE

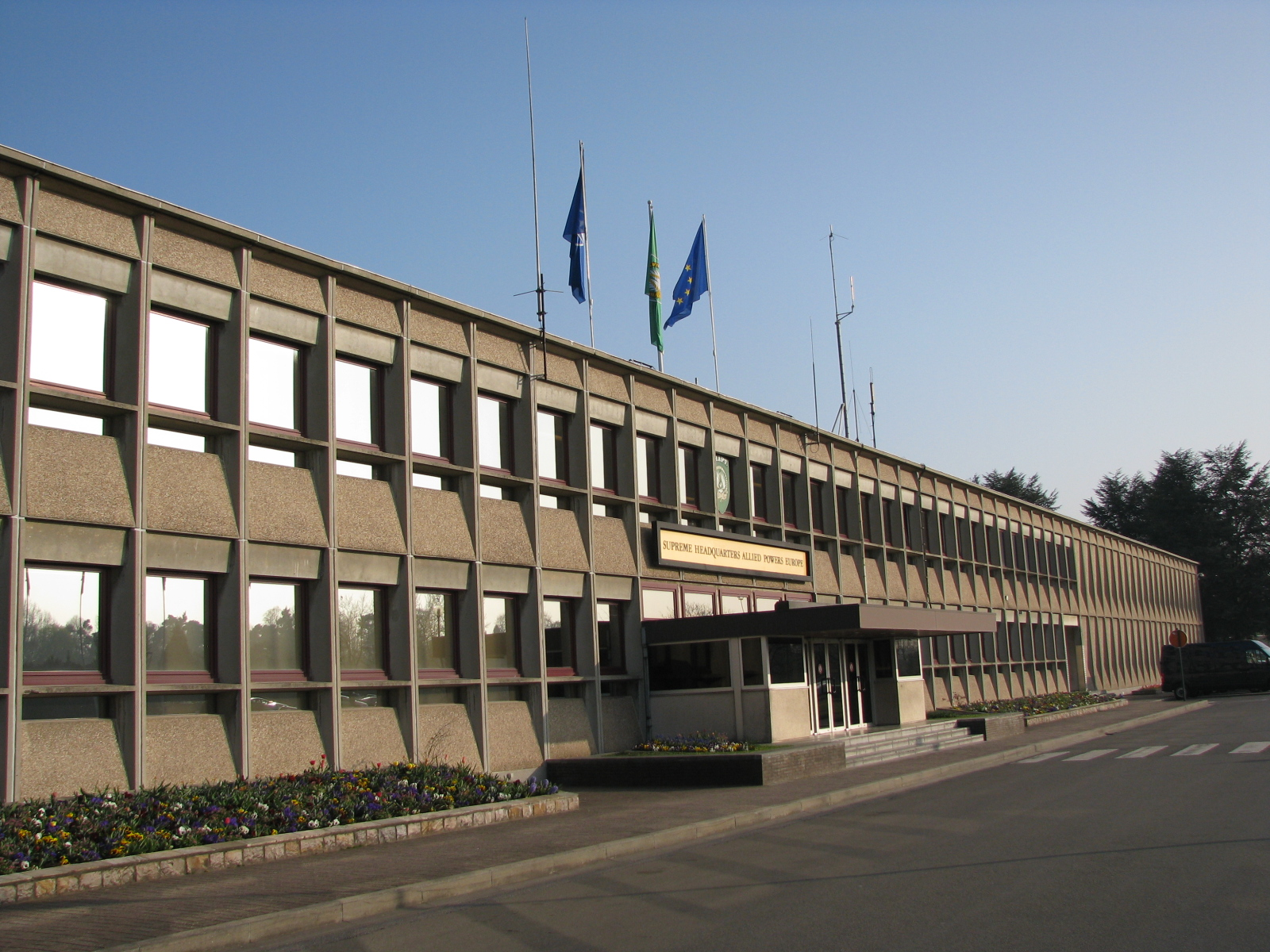
Siedziba SHAPE – budynek główny

Supreme Headquarters Allied Powers Europe (SHAPE) – Kwatera Główna Sojuszniczych Sił Europy – jest siedzibą Sojuszniczego Dowództwa ds. Operacji (Allied Command Operations – ACO), jednego z dwóch dowództw strategicznych NATO. Jest zlokalizowana w Belgii, w miejscowości Casteau, dzielnicy miasta Soignies, ok. 5 km od miasta Mons i ok. 55ca km na południe od Brukseli.
Jest to najwyższe dowództwo NATO do spraw operacji. Odpowiada ono za koordynację wszystkich operacji, podejmowanych przez siły Sojuszu zarówno na terytorium traktatowym, jak i poza nim.
W kwietniu 1951 roku generał Dwight D. Eisenhower, pierwszy naczelny dowódca sił NATO w Europie (SACEUR), podpisał rozkaz aktywujący Naczelne Dowództwo Połączonych Sił Sojuszniczych NATO w Europie ACE (Allied Command Europe – ACE) oraz Kwaterę Główną Naczelnego Dowództwa Połączonych Sił Sojuszniczych NATO w Europie SHAPE. Kwatera Główna SHAPE została rozmieszczona w Rocquencourt koło Paryża. Do Casteau koło Mons w Belgii została przeniesiona w roku 1967, po objęciu po raz drugi urzędu prezydenta Francji przez Charles’a de Gaulle’a, który w prezydenckim dekrecie zarządził, że wszystkie siły zbrojne na terenie państwa, do kwietnia 1969, muszą być podległe Francji.
Niedługo później ogłosił on wystąpienie Francji z Sojuszniczego Dowództwa w Europie oraz nakazał opuszczenie terytorium państwa przez SHAPE i wszystkie podległe dowództwa NATO do kwietnia 1967.
Aktualnie (2025) dowódcą Naczelnego Dowództwa Sojuszniczych Sił Europy jest amerykański generał General Alexus G. Grynkewich, jego zastępcą jest angielski generał Admiral Sir Keith Blount. Polskim Narodowym Przedstawicielem Wojskowym przy Naczelnym Dowództwie Sojuszniczych Sił Zbrojnych NATO w Europie w Mons jest generał brygady pilot Sławomir Mąkosa.